# Wassen
Wassen je obec ve švýcarském kantonu Uri. Leží přibližně 20 kilometrů jihozápadně od hlavního města kantonu, Altdorfu, v údolí Reusstal na řece Reuss, v nadmořské výšce 930 metrů. Žije zde 398 obyvatel.

## Geografie

Wassen na leteckém snímku z roku 1963

Wassen leží v nadmořské výšce 930 m n. m. na levém břehu řeky Reuss v horní části údolí Reusstal při vstupu do údolí Meien a nachází se tak v Urnských Alpách. Říčka Meienreuss se u Wassenu vlévá do Reussu. Pod obcí se nachází vodní nádrž Pfaffensprung.
Obec zahrnuje vesnici a několik malých skupin domů v údolí Reussu. V místní části Meien v údolí Meiental se nachází řada malých osad a skupin domů. Největší z nich jsou Dörfli (1280 m n. m.), Färnigen (1459 m n. m.), Husen (1179 m n. m.) a Kapelle. Nacházejí se 3 až 7,5 km od obce na průsmykové cestě do průsmyku Susten.
Pouze 26 ha, tj. 0,3 % rozlohy obce, tvoří sídelní území. Významnější je zemědělská plocha s rozlohou 732 ha, což představuje podíl 7,6 %. Většinu území obce však pokrývají lesy a lesní porosty (1726 ha, tj. 17,8 %) nebo neproduktivní půda (vodní plochy a hory; 6546 ha, tj. 67 %).
Wassen sousedí na západě s obcí Engelberg (exkláva kantonu Obwalden), na severu s Attinghausenem a Erstfeldem, na východě s Gurtnellenem, na jihu s Göschenenem a na západě s obcí Gadmen (kanton Bern).

## Historie
První zmínka o obci pochází z roku 1287 pod stejnojmenným názvem Wassen. Alemanské osídlení v oblasti obývané Římany začalo až ve vrcholném středověku. Ve 13. století jsou jako majitelé pozemků doloženi klášter Wettingen a páni z Wileru, od 14. století Fraumünster Zürich. V Meientalu je zmíněna rolnická půda. Wassen patřil k zemské farnosti Silenen. Kostel svatého Galluse byl pravděpodobně založením obyvatel horního údolí řeky Reuss. Současná budova pochází z roku 1734. V roce 1408 získal Wassen právo volit si vlastního kněze a v roce 1439 se vykoupil z mateřské farnosti. Od roku 1620 bylo na konci údolí Meien vybudováno vojenské opevnění na ochranu před bernskými nájezdníky. Spolu s obcí Unterschächen vytvořil družstvo a vyslal tři členy do okresního zastupitelstva. Zvláštní práva obce Meien byla zrušena v roce 1879 a ta byla tak přičleněna pod Wassen. V roce 1943 byl majetek rozdělen mezi obyvatele, právnické osoby a farní společenství.
Od 17. století až do roku 1848 byl Wassen důležitou zastávkou tranzitní dopravy s mulařským družstvem (se stanovami z roku 1383) a celní stanicí. V letech 1820–1830 byla zprovozněna Gotthardská silnice, což prospělo povoznictví, kočárnictví a gastronomii. Výstavba Gotthardské dráhy v letech 1872–1882 způsobila, že počet obyvatel v letní sezóně vzrostl na 5000. Po otevření železnice následovala vlna emigrace. V obci vznikla nová pracovní místa díky práci na železnici, žulovému průmyslu a hotelnictví. V roce 1922 byla uvedena do provozu elektrárna Amsteg s nádrží ve Wassenu a v roce 1949 obecní elektrárna. Od roku 1980 je Wassen obcházen dálnicí A2.

## Obyvatelstvo

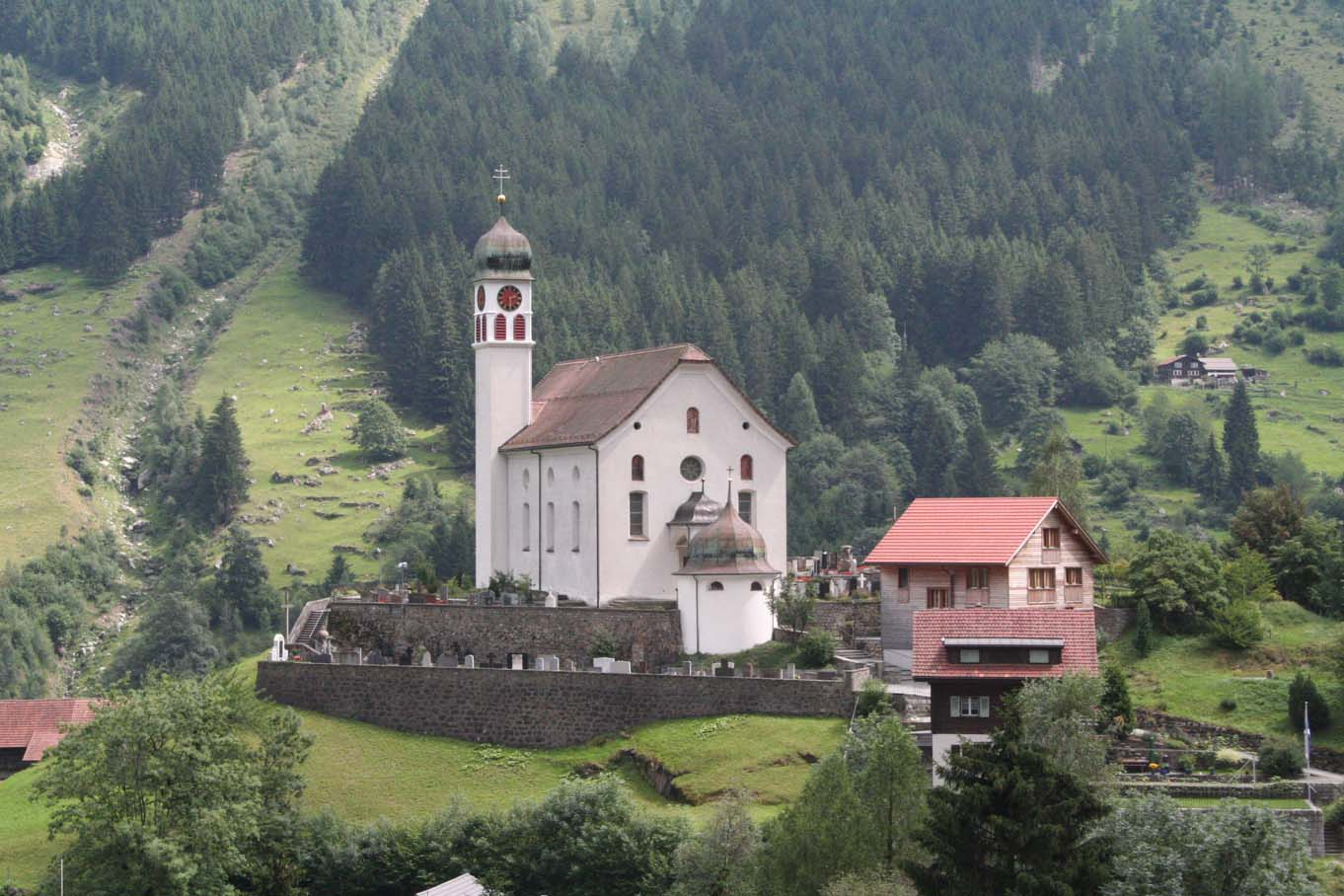
Kostel ve Wassenu

### Vývoj populace
Výrazné výkyvy v počtu obyvatel ve Wassenu souvisejí s velkými stavebními projekty (výstavba Gotthardské dráhy kolem roku 1880, její elektrifikace kolem roku 1920, výstavba elektrárny kolem roku 1940). Jinak je v posledních staletích relativně stabilní, s postupným poklesem od 2. poloviny 20. století. 
| Rok            | 1850 | 1870 | 1880 | 1888 | 1920 | 1930 | 1941 | 1960 | 1980 | 2000 | 2005 |
| Počet obyvatel | 1349 | 1312 | 2726 | 935  | 1111 | 815  | 944  | 879  | 671  | 465  | 466  |

### Jazyky
Téměř všichni obyvatelé mluví německy jako každodenním hovorovým jazykem, avšak silně alemanským dialektem. Při posledním sčítání lidu v roce 2000 uvedlo 94 % obyvatel jako svůj hlavní jazyk němčinu, 2 % srbochorvatštinu a 1 % italštinu.

### Národnostní složení
Z 466 obyvatel na konci roku 2005 bylo 434 (93 %) švýcarských státních příslušníků. Přistěhovalci pocházejí ze střední Evropy (Německo), jižní Evropy (Portugalsko, Itálie a Španělsko) a bývalé Jugoslávie. Při sčítání lidu v roce 2000 mělo 433 osob (93 %) švýcarské občanství, z toho 9 osob mělo dvojí občanství.

## Doprava

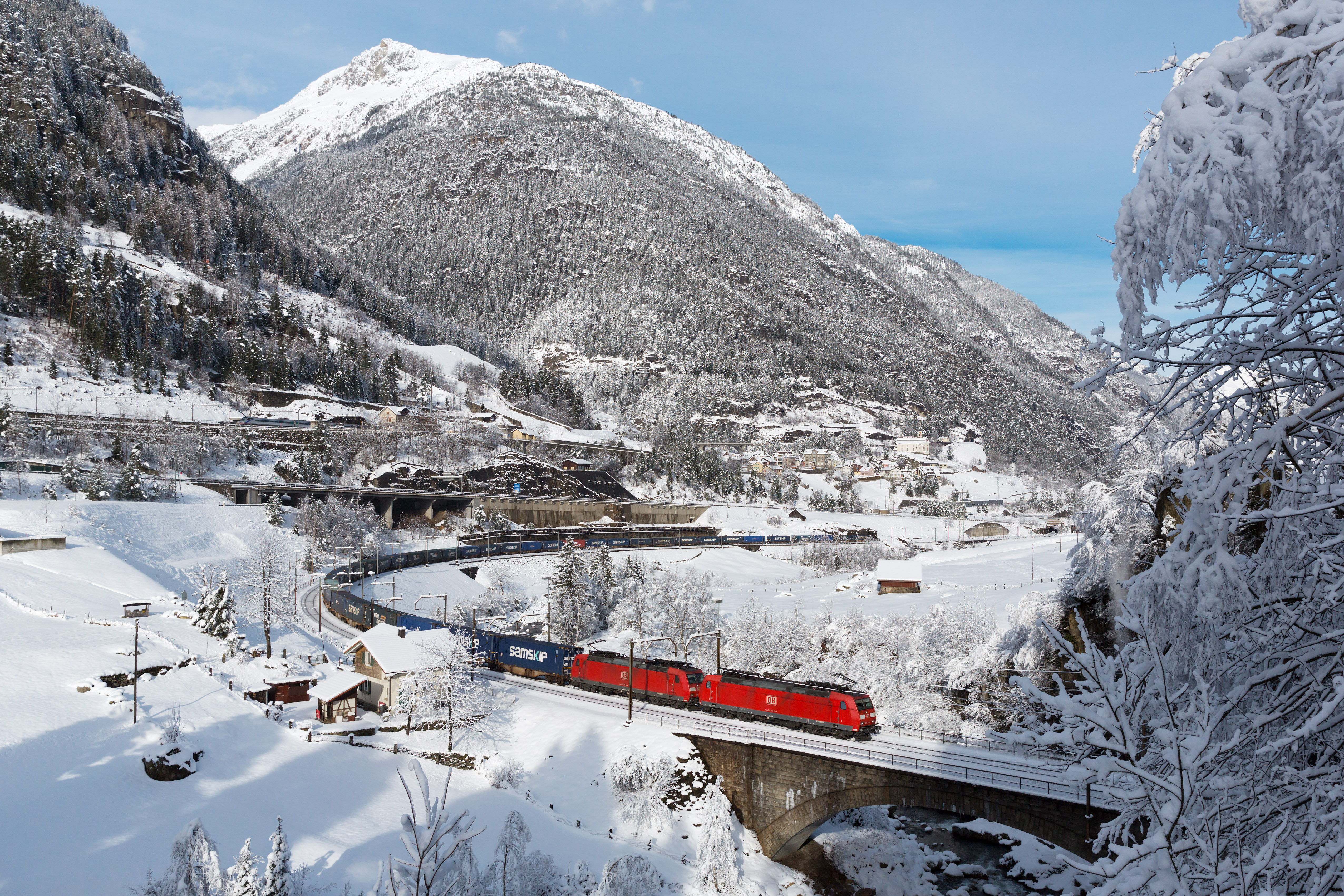
Nákladní vlak na Gotthardské dráze nedaleko Wassenu v zimě

Wassen se stal světově proslulým díky stavbě Gotthardské dráhy (1872–1882). Před příjezdem do obce trať prochází spirálovým tunelem Muhrentunnel. Kostel, který je během jízdy vlakem několikrát vidět z různých úhlů pohledu, se stal dominantou trati. Dvěma šroubovitými tunely (Wattinger Tunnel a Leggisteintunnel) v blízkosti obce trať dvakrát mění směr ve dvojité smyčce, jejímž středem je Wassen. To znamená, že vlak hned třikrát mine Wassen a kostel a stejně často překročí říčku Meienreuss, přítok řeky Reuss. Samotnou řeku Reuss trať překonává dvakrát proti proudu, aby se dostala k tunelu Wattinger Kehrtunnel na protějším břehu.

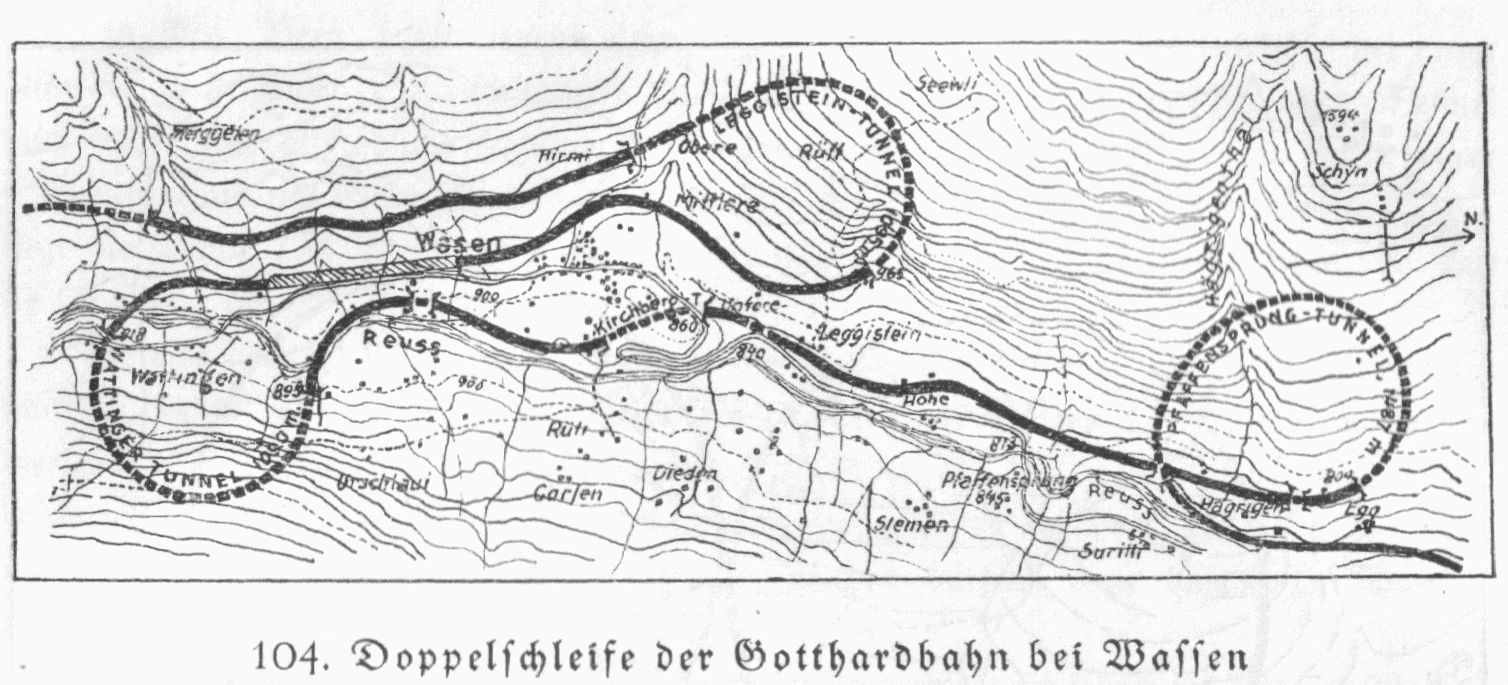
Plán smyček v okolí obce Wassen

Dvojitá smyčka prodlužuje trasu od mostu Unteren Meienreussbrücke k portálu tunelu Naxberg (cca 2 km vzdušnou čarou) na cca 8 km, aby bylo možné omezit sklon železniční tratě v horském terénu na 26 ‰. Od kostela je panoramatický výhled na horní část údolí Reuss.
Na nádraží ve Wassenu již vlaky nestaví, obec je obsluhována veřejnou dopravou prostřednictvím autobusové linky Flüelen–Göschenen společnosti Auto AG Uri, která zastavuje v centru obce a jezdí každou hodinu. Místní železniční stanice tak již plní pouze dopravně-technologickou funkci. Od otevření Gotthardského úpatního tunelu pro pravidelný provoz na konci roku 2016 však původní Gotthardská trať slouží pouze regionálním vlakům, případně jako záložní trať v případě mimořádností na nové tunelové trati.
Wassen je koncovým bodem hlavní silnice č. 11, která vede údolím Meientalu přes průsmyk Susten do Bernského pohoří až do Vionnaz ve Valais, nedaleko hranic s Francií. Kromě toho obcí prochází hlavní silnice č. 2, která zcela protíná Švýcarsko v severojižním směru mezi hranicemi s Německem (u Basileje) a Itálií (u Chiassa).